# Ульгулі (Байзацький район)
Ульгулі́ (каз. Үлгілі) — село у складі Байзацького району Жамбильської області Казахстану. Адміністративний центр та єдиний населений пункт Ульгулинського сільського округу.
Населення — 2764 особи (2021; 1783 у 2009, 1427 у 1999, 1443 у 1989).